# Lucius Gellius Publicola (Konsul 36 v. Chr.)
Lucius Gellius Publicola (auch: Poplicola) war ein römischer Politiker des 1. Jahrhunderts v. Chr.
Der Adoptivsohn des gleichnamigen Konsuls von 72 v. Chr. und Halbbruder des Marcus Valerius Messalla Corvinus gehörte als junger Mann zu den Anhängern des Publius Clodius Pulcher und wird in mehreren Gedichten Catulls scharf angegriffen. Er soll mit seiner Stiefmutter, der zweiten Frau seines Vaters, Ehebruch begangen haben.
Nach der Ermordung Gaius Iulius Caesars ging Gellius mit den Verschwörern in den Osten, wurde aber in Verschwörungen gegen Brutus und Cassius verwickelt. Die Fürsprache seines Halbbruders und seiner Mutter Polla rettete ihn vor der Hinrichtung. Er lief zu Marcus Antonius über und ist etwa 41 v. Chr. durch Münzen als Quästor bezeugt. 36 v. Chr. wurde er Konsul.
Beim Ausbruch des Bürgerkriegs schloss sich Gellius wieder Marcus Antonius an und befehligte in der Schlacht bei Actium den rechten Flügel von dessen Flotte. Sein Schicksal danach ist nicht bezeugt; vermutlich ist er in der Schlacht oder kurz danach umgekommen.
Gellius Publicola war mit einer Sempronia verheiratet.